# 麗景灣藝術酒店
麗景灣藝術酒店（英語：Regency Art Hotel），前稱澳門凱悅酒店、麗景灣酒店，位於澳門氹仔，接近澳氹大橋出口，是一間5星級渡假酒店。

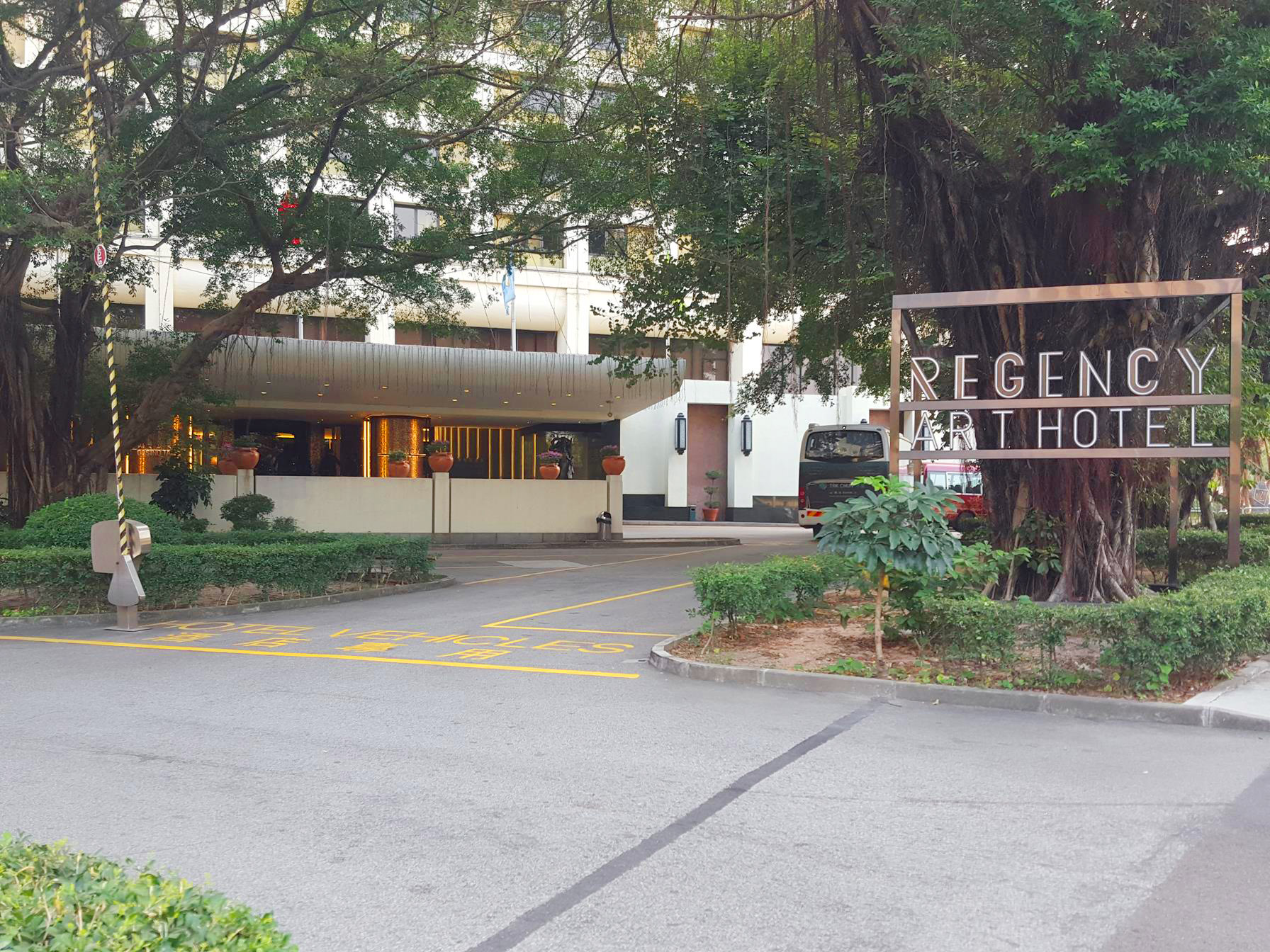
酒店入口

## 歷史
酒店於1983年落成，共有326間客房及套房，12間多功能會議室及一間宴會廳，當時稱為澳門凱悅酒店。並設有餐廳、酒吧及酒廊，及太白度假村，內有游泳池等康樂設施。
2006年7月1日，太白度假村停業，澳門凱悅酒店也易名為麗景灣酒店。
2008年12月31日，由澳門博彩股份有限公司所管理的海島娛樂場作內部裝修暫停營業。2016年11月，海島娛樂場重新對外營業。
受2019冠狀病毒病澳門疫情影響，由2020年3月下旬至5月初、2020年8月11日至9月30日及10月17日起，該酒店被澳門政府徵用作為指定醫學觀察酒店。由2021年2月1日至12月下旬及2022年1月7日至5月7日，該酒店改為自選醫學觀察酒店。2022年5月8日起，該酒店改為“專門自選醫學觀察酒店”，合共提供270間客房。
2023年1月1日，新輪十年期賭牌合同正式實施，澳娛綜合轄下的衛星賭場之一的海島娛樂場，在合同實施後正式結束營運。

## 重建計劃
酒店重建項目在規劃當中，原澳門凱悅酒店、太白度假村及海島娛樂場於2006年7月1日結業並易名麗景灣酒店。日後將重建規劃成酒店、購物中心及住宅式綜合項目，酒店部分將設五百間客房。截至2016年底，酒店並沒有任何重建的消息。

## 交通配套

### 公共巴士
T300 史伯泰／盧廉若（Esparteiro / Lou Lim Iok）
路線：11、21A、22、25、25B、26A、28A、33、39、50、50B、H3、MT1、MT5、N2、N3
T307 宋玉生博士圓形地（Rotunda Dr. Carlos A. C. P. d'Assumpção）
路線：11、35、37、39、72、N2
T346 廣東大馬路／鴻發（Av. Kwong Tung / Edf. Hung Fat）
路線：35、MT5
T403 史伯泰／麗景灣（Esparteiro / Regency）
路線：21A、22、25、25AX、25B、26A、28A、33、39、50、50B、H3、MT1、MT5、N3

### 自設交通
麗景灣藝術酒店設有來往酒店與口岸的接駁專巴服務：
- 麗景灣藝術酒店 ↔ 外港碼頭

## 外部連結
- 澳門麗景灣酒店官方網站（页面存档备份，存于）